# انگمار گونزالز
انگمار گونزالز بازیکن فوتبال اهل برزیل است که در شهر Vila Velha و در تاریخ ۱۵ اوت ۱۹۷۰ به دنیا آمده‌است.
انگمار گونزالز در تیم‌های فوتبال Serra سابقهٔ حضور دارد.